# Silvestro Ganassi
Silvestro Ganassi dal Fontego (1492 – 1565 circa) è stato un musicista italiano.
Trattatista e didatta, fu tra i primi a dare alle stampe metodi per l'apprendimento di strumenti musicali. Nel 1535 pubblicò La Fontegara, manuale didattico sul modo di suonare il flauto, seguito nel 1542 da Regola Rubertina in cui parla della viola d'arco tastata (viola da gamba) e nel 1543  da Lettione Seconda dedicata al violone.
Ne La Fontegara, oltre alla pratica del flauto dritto descrive le modalità di diminuzione e ornamentazione secondo schemi melodici e ritmici dettagliatissimi, e per vari aspetti unici nel loro genere.